# Straßenbahnmuseum Halle

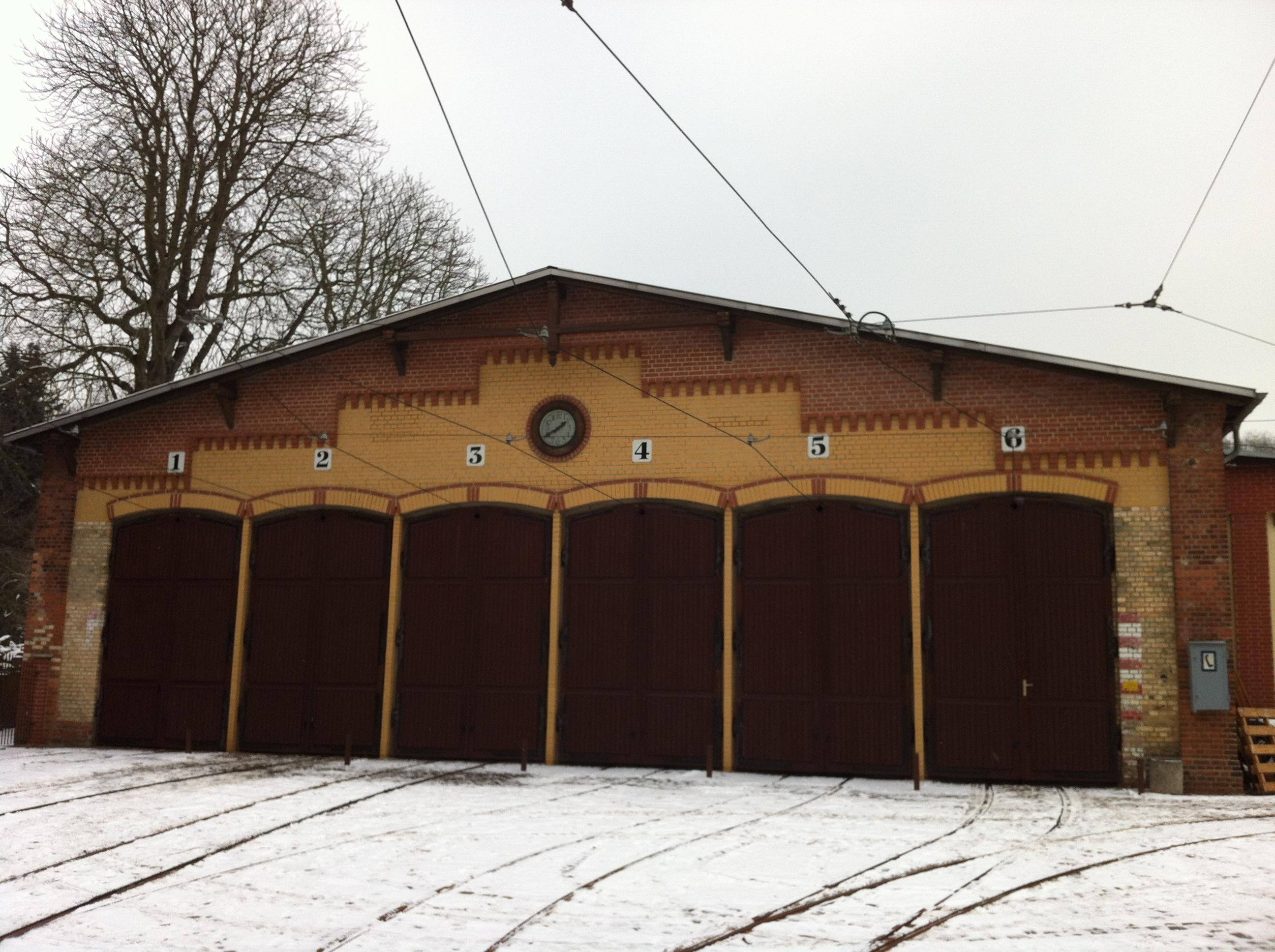
Sechsgleisiger (älterer) Teil der Wagenhalle des Straßenbahnmuseums

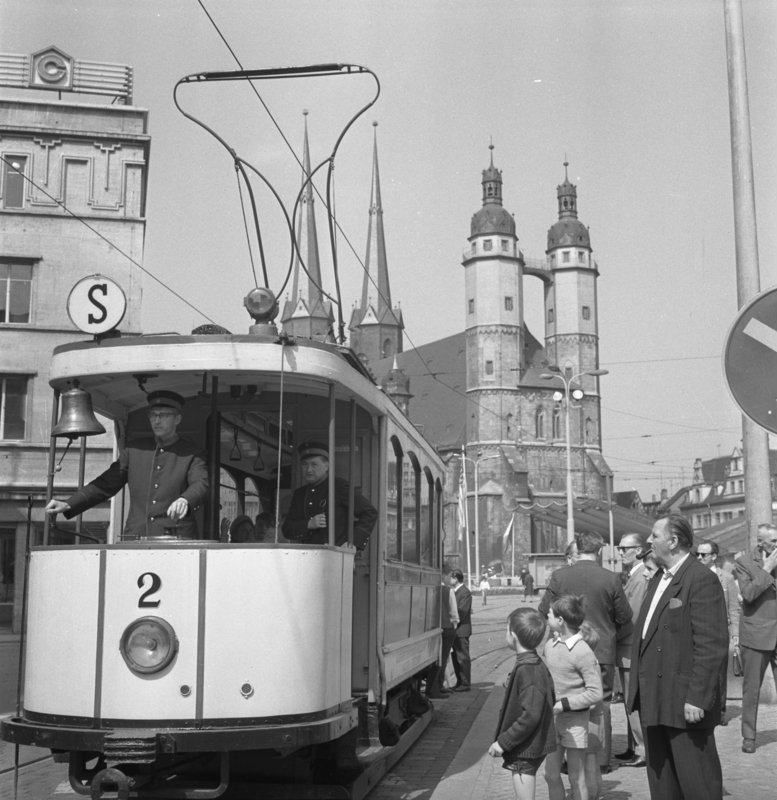
Triebwagen Nr. 2 in historischer Photographie am Markt

Das Straßenbahnmuseum Halle befindet sich in dem ehemaligen Depot der heutigen Halleschen Verkehrs-AG in der Seebener Straße 191 in Halle (Saale). Es beherbergt derzeit rund 40 historische Straßenbahnfahrzeuge und Kraftfahrzeuge (Pkw, Lkw und Omnibusse). Das Museum ist in der Regel an jedem ersten und dritten Sonnabend in den Monaten Mai bis Oktober geöffnet. An den Öffnungstagen verkehrt die Stadtrundfahrt mit historischen Triebwagen. Der Verein Hallesche Straßenbahnfreunde e. V. betreibt das Museum und führt auch die Wartungs- und Instandsetzungsarbeiten an den Wagen durch.

## Bauwerk
Das Museum befindet sich in einer neungleisigen Wagenhalle, die 1898 zunächst mit sechs Gleisen als Bestandteil eines Straßenbahndepots errichtet wurde. Durch einen späteren Anbau wurden drei Gleise hinzugefügt. Zu dem Depot gehörte ein schlichter zweieinhalbgeschossiger Verwaltungsbau, der heute Wohnzwecken dient, sowie ein inzwischen abgebrochenes Kohlekraftwerk und ein Werkstattbereich. Wagenhalle und Verwaltungsbau wurden mit einer Fassade aus gelben und roten Ziegeln im Stil gründerzeitlicher Zweckbauten ausgestattet.

## Geschichte
Das Netz der halleschen Straßenbahn wurde ab 1891 elektrifiziert. Bis dahin befand sich der Betriebshof in der Klosterstraße. 1899 erfolgte dessen Verlegung in das neu errichtete Depot in der Seebener Straße. Dem wachsenden Netz folgend, wurde 1928 ein neuer ungleich größerer Betriebsbahnhof in der Freiimfelder Straße errichtet. Die Anlage in der Seebener Straße wurde dennoch bis 1968 als Abstellanlage verwendet. Ab dieser Zeit stellte man hier ältere Fahrzeuge, die nicht mehr zum fahrplanmäßigen Einsatz kamen, unter. Ab 1996 wurde das Depot als Museum Besuchern zugänglich gemacht.

## Fahrzeuge
In den folgenden Aufstellungen werden die elektrischen Triebwagen des Museums und die insgesamt sieben Beiwagen zur Personenbeförderung dargestellt. Darüber hinaus verfügt das Museum über einige schienengebundene Anhänger für sonstige Zwecke (schienengebundener Schneepflug (Bj. 1931), Schienenturmwagen (Bj. 1930), Batterielore (Bj. 1949), Schienenleiterwagen, Transportlore (Bj. 1921), Werkstattlore (Bj. 1922/1957)). Unter den Triebfahrzeugen befinden sich einige Exemplare anderer bestehender und ehemaliger Straßenbahnbetriebe (Altenburg, Kirnitzschtalbahn, Naumburg, Plauen), die als historische Fahrzeuge in das Museum aufgenommen wurden.
Daran schließt sich eine Zusammenstellung der sieben historischen Omnibusse und Anhänger der Hersteller Ikarus und IFA aus den Jahren 1956 bis 1989 sowie der im Museum vorhandenen sieben historischen LKW- und PKW-Modelle der Hersteller Sachsenring, IFA und Gorkowski Awtomobilny Sawod (GAZ) an.

### Triebwagen
| Wagennummer, Baujahr, Hersteller (mech./elektr.), Typ-Bez., Status, Herkunft                                                                      | Foto                              | Wagennummer, Baujahr, Hersteller (mech./elektr.), Typ-Bez., Status, Herkunft                                                                       | Foto                        | Wagennummer, Baujahr, Hersteller (mech./elektr.), Typ-Bez., Status, Herkunft                                                                          | Foto                        |
| --- | --------------------------------- | --- | --------------------------- | --- | --------------------------- |
| Tw 2, 1911, MAN / Siemens-Schuckertwerke Berlin, Typ: –, Status: Ausstellungsfahrzeug, Herkunft: Straßenbahn Plauen (ex Tw 40)                    | Historischer Triebwagen 2         | Tw 4, 1894, P. Herbrand & Co. Köln / Allgemeine Elektrizitäts-Gesellschaft, Typ: –, Status: einsatzfähig, Herkunft: Straßenbahn Altenburg (ex Tw4) | Historischer Triebwagen 4   | Tw 6, 1943, Gothaer Waggonfabrik / Allgemeine Elektrizitäts-Gesellschaft, Typ: EVAG Nr. 82 bis 117, Status: einsatzfähig, Herkunft: Kirnitzschtalbahn | Historischer Triebwagen 6   |
| Tw 15, 1909/1956, P. Herbrand & Co. Köln / VEB Waggonbau Gotha, Typ: –, Herkunft: Straßenbahn Naumburg (ex Tw 18II)                               |                                   | Tw 78, 1912, Gottfried Lindner AG Ammendorf / Allgemeine Elektrizitäts-Gesellschaft, Typ: –, Status: Ausstellungsfahrzeug                          | Historischer Triebwagen 78  | Tw 109, 1921, Waggonfabrik Wismar / Brown, Boveri & Cie. Mannheim, Typ: –                                                                             | Historischer Triebwagen 109 |
| Tw 141, 1925, Waggonfabrik Schöndorff AG / Siemens-Schuckertwerke AG Berlin, Typ: –                                                               | Historischer Triebwagen 141       | Tw 151, 1926, Gothaer Waggonfabrik / Siemens-Schuckertwerke AG Berlin, Typ: –                                                                      |                             | Tw 158, 1926, Gothaer Waggonfabrik / Siemens-Schuckertwerke AG Berlin, Typ: –, Status: einsatzfähig                                                   | Historischer Triebwagen 158 |
| Tw 401, 1928, Gottfried Lindner AG Ammendorf / Siemens-Schuckertwerke AG Berlin, Typ: –, Status: einsatzfähig                                     | Historischer Triebwagen 401       | Tw 403, 1928, Gottfried Lindner AG Ammendorf / Siemens-Schuckertwerke AG Berlin, Typ: –                                                            |                             | Tw 410, 1928, Gottfried Lindner AG Ammendorf / Siemens – Schuckertwerke AG Berlin, Typ: –, Status: Ausstellungsfahrzeug                               | Historischer Triebwagen 410 |
| Tw 505, 1952, VEB Waggonbau Werdau / LEW Hennigsdorf, Typ: LOWA ET50, Status: nicht einsatzfähig                                                  | Historischer Triebwagen 505       | Tw 523, 1961, VEB Waggonbau Gotha / VEB Lokomotivbau Elektrotechnische Werke Hennigsdorf, Typ: ET 57, Status: einsatzfähig                         | Historischer Triebwagen 523 | Tw 644, 1927, Gottfried Lindner AG Ammendorf / Siemens-Schuckertwerke AG Berlin, Typ: –, Status: z. Z. Ausstellungsfahrzeug                           | Historischer Triebwagen 644 |
| Tw 772, 1967, ČKD Tatra, Praha-Smichov / VEB Lokomotivbau Elektrotechnische Werke Hennigsdorf, Typ: T2-62/T2D, Status: z. Z. Ausstellungsfahrzeug | Historischer Gelenktriebwagen 772 | Tw 900 (Zweirichtungsfahrzeug), 1969, ČKD Tatra Praha-Smichov / ČKD Trakce Praha, Typ: ZT4D, Status: einsatzfähig                                  | Historischer Triebwagen 523 | Tw 901, Tw931, 1971, 1978, ČKD Tatra Praha-Smichov / ČKD Trakce Praha, Typ: T4D, Status: einsatzfähig                                                 | Historischer Triebwagen 523 |

### Beiwagen
| Wagennummer, Baujahr, Hersteller, Typ-Bez.        | Foto                      | Wagennummer, Baujahr, Hersteller, Typ-Bez.    | Foto                      | Wagennummer, Baujahr, Hersteller, Typ-Bez.        | Foto                      |
| ------------------------------------------------- | ------------------------- | --------------------------------------------- | ------------------------- | ------------------------------------------------- | ------------------------- |
| Bw 101, 1967, ČKD Tatra, Typ: –                   |                           | Bw 193, 1941, Gottfried Lindner AG, Typ: –    | Historischer Beiwagen 193 | Bw 260, 1925, Christoph & Unmack (Niesky), Typ: – | Historischer Beiwagen 260 |
| Bw 269, 1925, Christoph & Unmack (Niesky), Typ: – | Historischer Beiwagen 269 | Bw 328, 1956, VEB Waggonbau Gotha, Typ: EB 54 | Historischer Beiwagen 328 | Bw 385, 1965, VEB Waggonbau Gotha, Typ: B2-62     | Historischer Beiwagen 385 |
| Bw 506, 1967, VEB Waggonbau Gotha, Typ: B2-62     | Historischer Beiwagen 506 |                                               |                           |                                                   |                           |

### Busse
Das Museum besitzt folgende Omnibusse bzw. Anhänger:
- Typ IFA H6B, Baujahr 1956, Hersteller: Industrieverband Fahrzeugbau (Werdau/Ammendorf), einsatzfähig
- Typ W701 (Anhänger), Baujahr 1956, Hersteller: LOWA, einsatzfähig
- Typ Ikarus 66.60 („Rakete“) Nr. 30, Baujahr 1964, Hersteller: Ikarus (Budapest), mit Heckmotor
- Typ Ikarus 630, Baujahr 1967, Hersteller: Ikarus (Budapest), mit Frontmotor
- Typ Ikarus 211, Baujahr 1978, Hersteller: Ikarus (Budapest), einsatzfähig, 8,5-Meter-Midibus mit Komponenten des Industrieverbands Fahrzeugbau (IFA)
- Typ Ikarus 260, Baujahr 1978, Hersteller: Ikarus (Budapest), 11-m-Solobus mit Unterflurmotor für den Stadt- und Überlandverkehr
- Typ Ikarus 280, Baujahr 1989, Hersteller: Ikarus (Budapest), 16,5-Meter-Gelenkbus mit Unterflurmotor für den Stadt- und Überlandverkehr

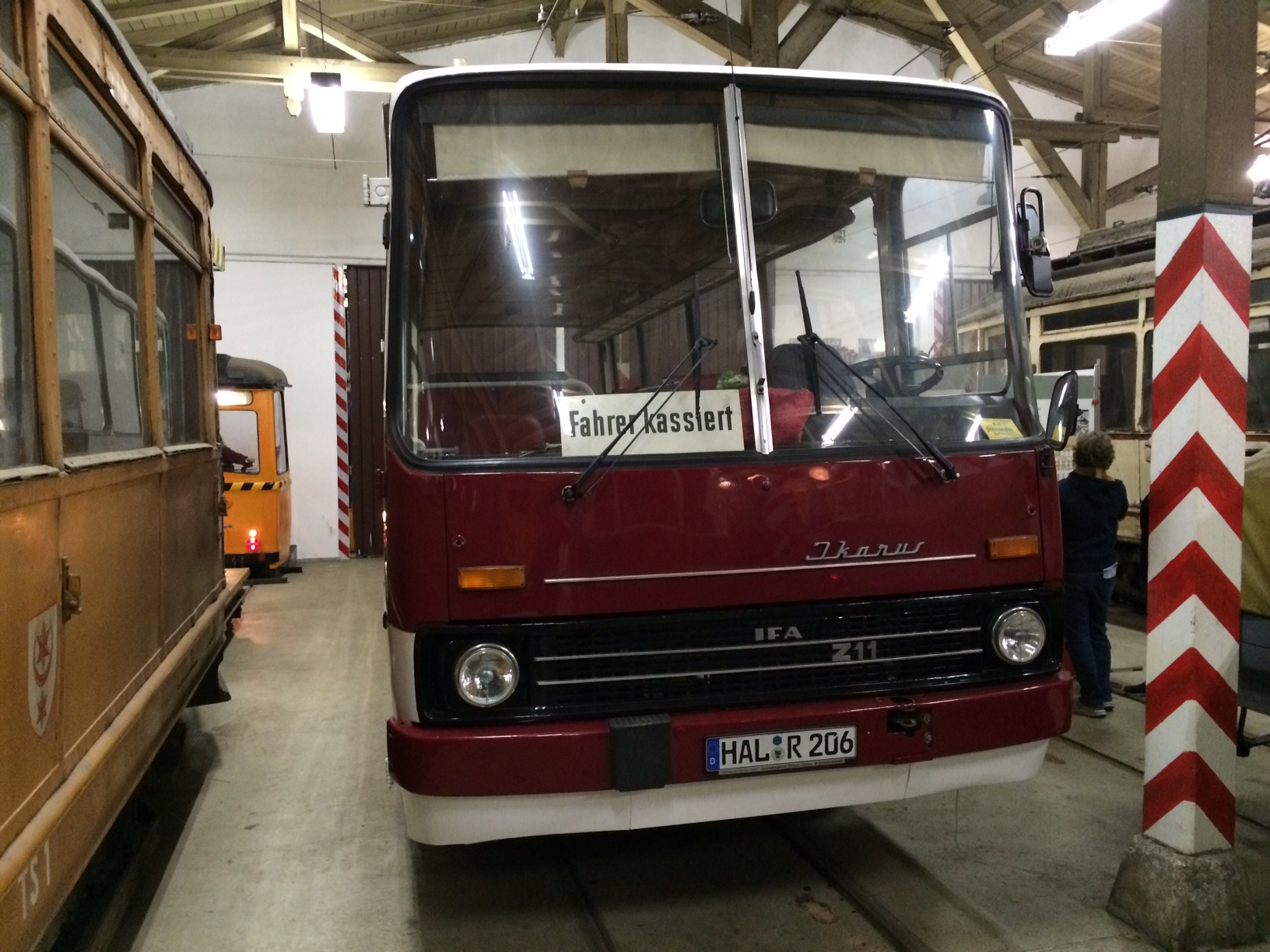
Ikarus 211 mit Komponenten des IFA
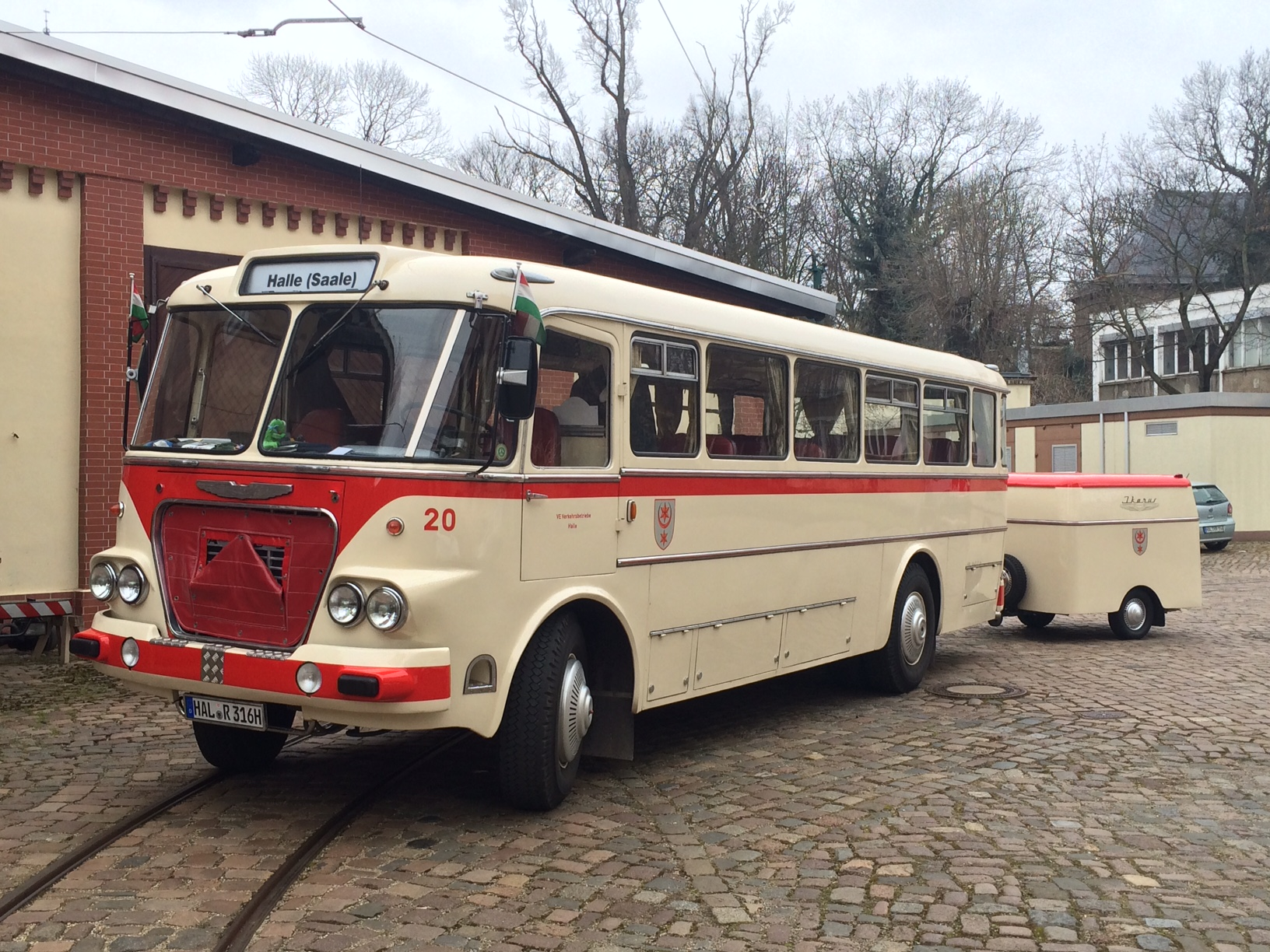
Ikarus 630 mit Anhänger
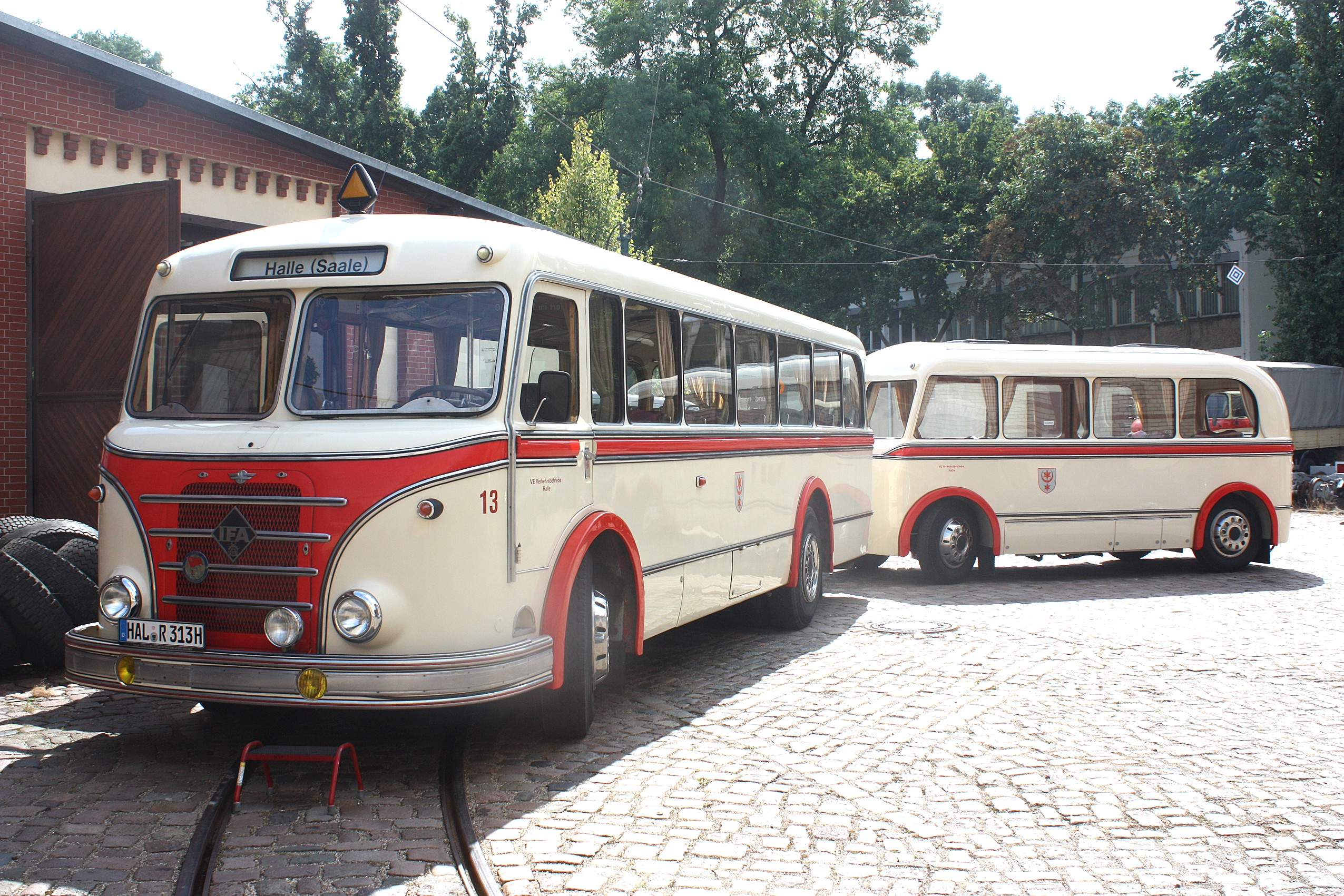
H6B-L mit Anhänger W701

### Sonstige Fahrzeuge
Daneben sind im Museum folgende LKW- und PKW-Modelle vorhanden, die allesamt fahrfähig sind:
- LKW Typ IFA S4000-1, (Bj. 1962), Sachsenring/Industrieverband Fahrzeugbau (IFA)
- LKW Typ IFA W50 LA/AB (Bj. 1980), Schleppfahrzeug
- LKW Typ IFA W50 L/LP (Bj. 1986)
- PKW Typ GAZ Wolga M21 (Bj. 1961) (typisches Taxenfahrzeug)
- PKW Typ GAZ-24-02 Wolga (Bj. 1978) (typisches Taxenfahrzeug)
- PKW Typ Trabant 601 Universal (Bj. 1986) (Dispatcher-Fahrzeug)
- Kleinbus Typ Barkas B 1000 KB (Bj. 1986) (Dispatcher-Fahrzeug)

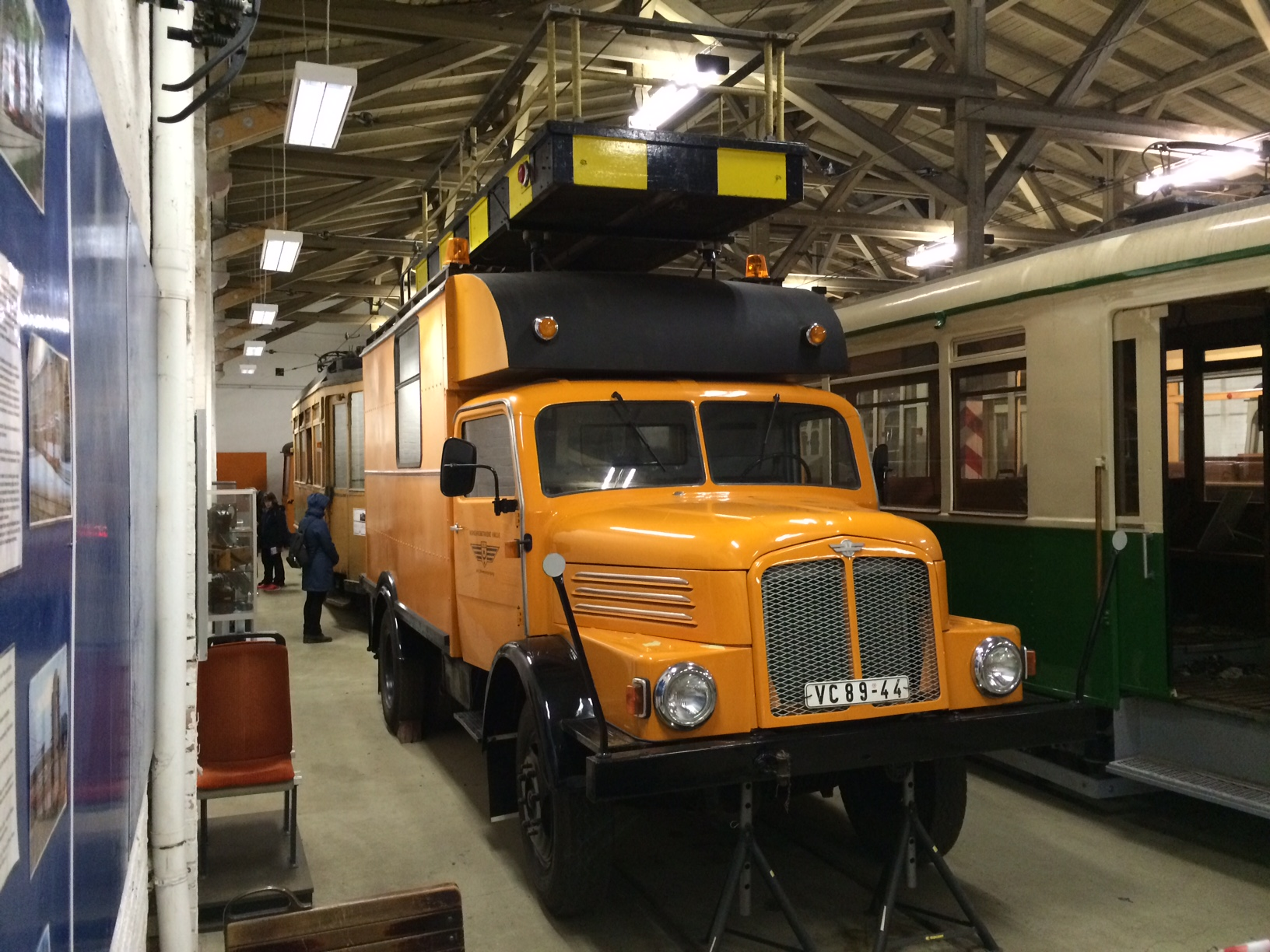
Spezialfahrzeug für Fahrleitungsarbeiten IFA S4000-1
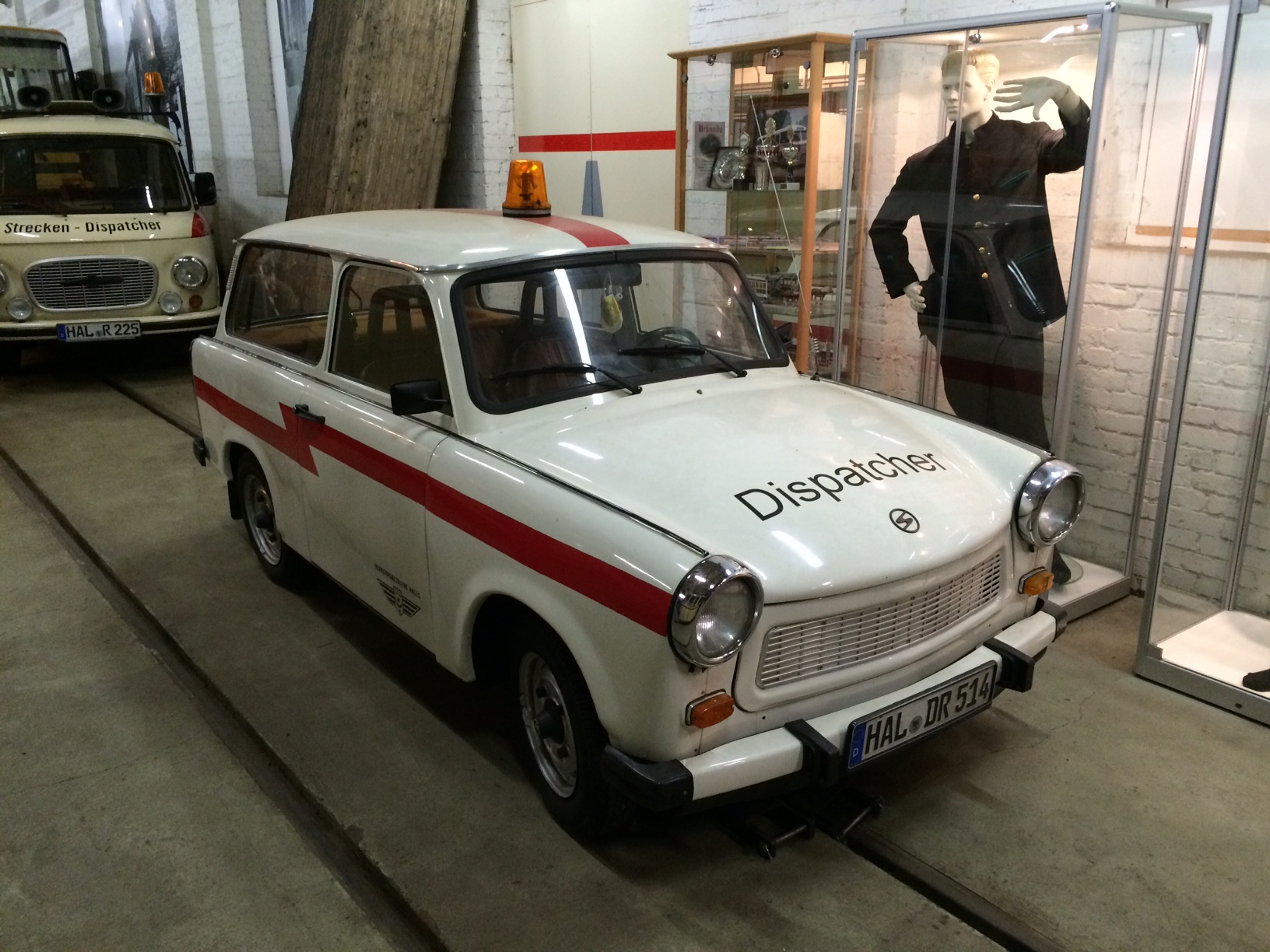
Dispatcherfahrzeug Trabant 601
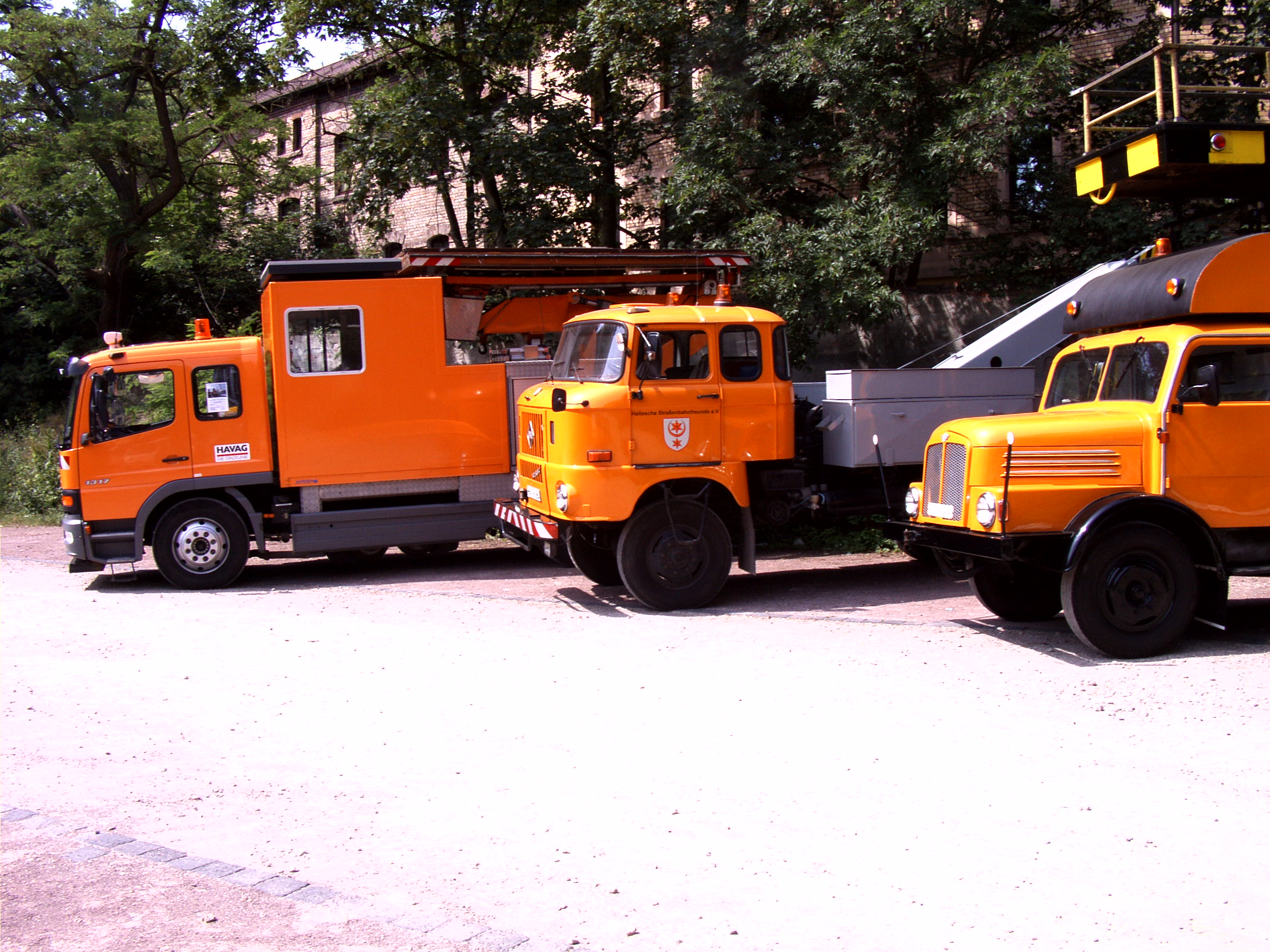
Oberleitungsrevisionswagen der HAVAG auf Mercedes-Benz Atego neben den Museumsfahrzeugen IFA W50 LA/AB und IFA S4000-1